# La Bertoniá
La Bretoniá, en realitat La Bertoniá [la, bertu'ɲɔ] (en francès Labretonie) és un municipi francès situat al departament d'Òlt i Garona i a la regió de la Nova Aquitània.

## Demografia
| 1962                                       | 1968 | 1975 | 1982 | 1990 | 1999 | 2007 |
| ------------------------------------------ | ---- | ---- | ---- | ---- | ---- | ---- |
| 146                                        | 186  | 180  | 192  | 169  | 159  | 169  |
| Des de 1962: població sense dobles comptes |      |      |      |      |      |      |

## Administració
| Període | Identitat      | Partit |
| ------- | -------------- | ------ |
| 1989-   | Jacques Moreau |        |